# 金城營造集團
金城營造集團（英語：Kum Shing Group）是一家香港工程公司，專注在能源基建領域為電力公司、運輸機構及政府工務部門等，提供涵蓋土木、建築、電力、機械領域的全面服務，同時亦是香港唯一能夠在發電、供電到用戶端，提供綜合工程服務的能源基建企業。現任集團主席及行政總裁是王紹恆。

## 歷史
金城由王錦輝於1963年創辦，初期以承包電站建築和電線壕坑等小型土木工程為主，後逐步參與街道路燈工程、電器裝置工程。1985年，王國強以集團主席身份接掌金城，並進一步拓展土木及建築工程規模。2019年，王紹恆獲委任為行政總裁，後於2024年獲委任為董事會主席，領導電力、交通、環保及能源2.0等業務範疇的多元化發展。

## 大灣區電力資質許可
金城營造集團於2021年7月1日獲得國家能源局南方監管局資質采認准許，同意其在珠三角九市範圍從事110千伏及以下電壓等級的使用者受電工程業務，成為首間獲得大灣區電力資質許可的香港企業。

## 參與一帶一路
金城營造集團2018年為泰國大都會電力局提供諮詢服務，支援架空電纜管理及地下電纜安裝工程。泰國政府為有關項目投資517億泰銖（約15.8億美元），計劃於2021年之前，移除39條主要道路的電線桿，並鋪設214.6公里長的輸配電纜。金城就技術設計及應用、工程專業知識、資源分配及持份者參與等方面為泰國大都會電力局提供諮詢服務。

## 獎項

### 優質管理獎
金城是香港管理專業協會「優質管理獎」最高榮譽得獎公司，亦是首間榮獲「優質管理獎 - 金獎」的建造工程企業。

### 建造業議會傑出承建商大獎
第二屆「建造業議會傑出承建商大獎」，金城分別在「承建商組別」贏得「傑出承建商大獎」、「推動專業獎」、「行業年青獎」，及在「專門行業承造商組別」贏得「環境、社會及管治獎」合共四項殊榮。

## 工業安全
金城目前共有九項工程獲得發展局和建造業議會合作推出「安全智慧工地」系統標籤，包括：東涌站站內改動及加建工程 (合約編號: 1233)、為香港特別行政區政府邊境及運輸工程部的高桅燈和高位燈提供為期3年的全面保養及維修服務、屯馬綫洪水橋站前期工程、新界西公共照明系統的管理、操作、安裝和保養(2023-2027)、更換城門隧道的高壓和低壓供電系統及發電機、香港島及離島公共照明系統的管理、操作、安裝和保養(2021-2025)、九龍西部及荃灣污水系統改善工程 - 第2期、沙頭角污水處理廠第一期擴建工程、長青隧道高壓供電系統更新工程。
2017年，分判商富嘉建築工程公司在機利士南路進行一宗電纜管道挖掘工程時，大量地下水湧入地下管道，導致3名工人死亡。事後地盤總承辦商金城營造有限公司向每名死者的親屬派發10萬元恩恤金。2020年，金城營造有限公司及兩間分判商否認沒有設置安全工業裝置等罪，於九龍城裁判法院被裁脫罪。暫委裁判官稱考慮到意外中出現的大量污水，屬於不可預見的危險，因此一系列與密閉空間安全有關的控罪不成立。

## 王錦輝中小學
金城創辦人王錦輝透過王錦輝慈善教育基金會，支持中國內地和香港的慈善教育事業，歷年在內地捐建超過100所中小學。香港浸會大學附屬學校王錦輝中小學以王錦輝的名字命名，以鳴謝基金會捐資興建該校。金城於該校設立「王國強博士卓越升學獎學金」及「王錦輝助學金」，表揚成績優秀、升讀知名學府的畢業生，以及支援有經濟需要的學生。

## 外部連結
- 金城營造集團 （页面存档备份，存于）